# فرنک گفنی
فرنک گفنی (انگلیسی: Frank Gaffney؛ ۵ آوریل ۱۹۵۳ –) صاحبنظر سیاسی اهل ایالات متحده آمریکا و از حامیان نظریه‌های توطئه است. او مؤسس و رئیس مرکز سیاست امنیتی است که از سوی روزنامه ده هیل اندیشگاهی تندرو خوانده شده‌است.
در ۱۶ مارس ۲۰۱۶، تد کروز از نامزدهای ریاست جمهوری حزب جمهوریخواه گفت گفنی مشاور امنیت ملی او خواهد بود.